# Lorenzo Fluxá
Lorenzo James Fluxá Cross, född den 23 november 2004 i Palma de Mallorca är en spansk racerförare.